# Зосима (Валкевич)
Зосима Валкевич (5 вересня 1719 —13 березня 1793) — останній ставропігійний архімандрит Києво-Печерської лаври в 1762—1786 роках.

## Життєпис
Належав до української козацької старшини. Походив зі шляхетського роду Валкевичів власного гербу. Онук Василя Валкевича, першого представника роду в Гетьманщині. Син Степана Валкевича, бунчукового товариша, та Єфросинії Уманець, доньки військового товариша. Народився 1719 року у селі Пантусів Першої Стародубської сотні однойменного полку (сьогодні — село Пантусово Стародубського району Брянської області Російської Федерації). При народжені отримав ім'я Захарій.
На думку дослідників, Захар Валкевич здобув освіту у Києво-Могилянській академії. 6 квітня 1745 року прийняв від архімандрита Києво-Печерської лаври Тимофія Щербацького чернечий постриг з іменем Зосима на честь преподобного Зосими Соловецького. Через певний час він став ієромонахом, членом Духовного собору Лаври («соборним старцем») і блюстителем Ближніх печер («пещеры Преподобного Антония начальником»).
Після смерті архімандрита Луки Білоусовича у вересні 1761 року обирається новим архімандритом. У березні того ж року Зосима Валкевич з почтом вирушив до Санкт-Петербурга, де у Петропавлівському соборі 21 травня був висвячений в сан архімандрита новгородським архієпископом Димиртієм Сеченовим.
Багато опікувався справами Києво-Печерської лаври — на кошти жертводавців було позолочено бані Свято-Успенського собору і Великої лаврської дзвіниці, придбано іконостаси та різне церковне начиння для інших храмів. Також він підтримував листування з можновладцями-благодійниками Лаври — цесаревичем Павлом Петровичем та його дружиною. Архімандрит Зосима багато зусиль приклав до відновлення втрачених у великій пожежі 1718 року паперів на підтвердження прав Києво-Печерської лаври на її маєтності.
Незважаючи на тиск з боку Синоду, який вимагав друкувати книжки лише за російськими канонами, багато зусиль доклав до розвитку Лаврської друкарні. Саме за його часів видавалася як церковна, так і навчальна літератур, зокрема «Піярська граматика» — підручник з граматики польської мови, було здійснено видання букварів. Видані цією друкарнею книжки передавалися до бібліотеки Академії наук в Санкт-Петербурзі, найбідніших православних монастирів Російської імперії та за її межами.
У 1786 році згідно з Указом Синоду від 10 квітня «О штатах Киевской, Черниговской и Новгород-Северской епрахий» Києво-Печерська лавра втратила свої ставропігіальні права, її було підпорядковано київському і галицькому митрополиту, який з цього часу ставав одночасно і архімандритом Лаври. В результаті Зосима втратив посаду архімандрита, оскільки митрополит Самуїл Миславський став одночасно намісником Лаври.
Зосиму Валкевича призначили ігуменом Голосіївського монастиря. Самуїл Миславський фактично заборонив членам Духовного собору Києво-Печерської лаври радитися з Зосимою з економічно-господарських питань. Помер Зосима 1793 року, похований на території Лаври.